# 克里斯帕诺
克里斯帕诺（義大利語：Crispano），是意大利那不勒斯省的一个市镇。总面积2平方公里，人口12647人，人口密度6323.5人/平方公里（2009年）。ISTAT代码为063030。